# Glenn Kotche
Glen Kotche (Roselle, Illinois, 1970) es un baterista y compositor estadounidense, conocido por colaborar con la banda de country alternativo Wilco. En 2008, Gigwise lo nombró el 40.º mejor baterista de la historia.
Antes de unirse a Wilco, Kotche había lanzado un álbum de cuatro temas titulado Introducing. En 2003, publicó un segundo disco solista llamado Next, que incluía improvisaciones solistas de percusión, donde usaba instrumentos caseros. En marzo de 2006 publicó un tercer álbum a través de Nonesuch Records llamado Mobile, que presentaba una gran variedad de piezas de percusión.

## Con Wilco
Kotche se unió a Wilco por Jim O'Rourke, quien originalmente lo vio tocando en una presentación con Edith Frost. Luego, grabó numerosos proyectos con O'Rourke, incluyendo dos álbumes de Loose Fur (O'Rourke, Kotche y Jeff Tweedy). A lo largo de la carrera del baterista con Wilco y sus proyectos solistas, utilizó la batería en conjunto con otros instrumentos de percusión caseros, además de algunos orquestales.

## Otros proyectos
Kotche colaboró también en múltiples proyectos paralelos de miembros de Wilco y otros, incluyendo una banda ambulante con Darin Gray llamada On Fillmore, el violoncelista Fred Lonberg-Holm, los integrantes de la banda Nickel Creek, los percusionistas David Cossin, Tim Barnes y Chris Corsano, entre otros. Ha aparecido en los créditos de más de 70 grabaciones hasta la fecha.
Kotche también trabajó junto al Kronos Quartet en una obra compuesta para ellos junto con una sección de batería titulada Anomaly, estrenada en San Francisco en octubre de 2007. En 2011, trabajó con So Percussion en una serie de piezas conocidas como «Drumkit Quartets» como parte del festival de Meet the Composer's Three City Dash.